# Thomas Pitt

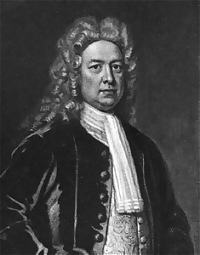
Thomas Pitt

Thomas Pitt (* 5. Juli 1653 in Blandford Forum, Dorset; † 28. April 1726 in Berkshire) war ein englischer Kaufmann und Politiker. Er entwickelte seine kommerziellen Aktivitäten in Indien.
Von 1689 bis 1698 und erneut von 1698 bis 1726 war er Abgeordneter im House of Commons.
Zunächst hatte Pitt mehrere Konflikte mit der British East India Company. Diese Konflikte wurden jedoch später gelöst, und 1695 trat Pitt dem Unternehmen bei. Er amtierte von 1697 bis 1709 als Gouverneur der Britischen Ostindien-Kompanie in Madras.
In Indien kaufte Pitt einen Diamanten. 1717 verkaufte er den Diamanten (Spitzname „Der Regent“) mit beträchtlichem Gewinn an den Regenten von Frankreich, Philippe d’Orléans. Der Regent wurde von 1887 bis heute im Louvre in Paris ausgestellt.
Von 1716 bis 1707 amtierte er als Gouverneur von Jamaika.
Er starb am 28. April 1726 in seiner Residenz in Berkshire. Thomas Pitt war der Großvater von William Pitt dem Älteren und der Urgroßvater von William Pitt dem Jüngeren.